# Krallenfrösche
Die Gattung Krallenfrösche (Xenopus) gehört zur Familie der Zungenlosen Frösche (Pipidae) innerhalb der Ordnung der Froschlurche (Anura). Die fast 30 Arten haben – im Gegensatz zu den Zwergkrallenfröschen – keine Schwimmhäute zwischen den Vorderfingern. Die bekannteste Art dieser Gattung ist der Glatte Krallenfrosch.

## Verbreitung
Die Gattung ist in Afrika südlich der Sahara verbreitet. Eine isolierte Population gibt es in der Region Ennedi, im Nordosten des Tschad. Für medizinische Zwecke wurden im 20. Jh. unzählige Krallenfrösche weltweit aus Südafrika für Schwangerschaftstests importiert und mit ihnen der Chytridpilz (Hautpilz) eingeschleppt. Gelangt der Erreger in Gewässer kann er heimische Kaulquappen befallen. Hier tritt die Infektion allerdings erst zutage, wenn die Metamorphose zum erwachsenen Tier erfolgt.

## Lebensweise
Krallenfrösche besitzen weder eine Zunge noch Zähne; die Nahrungsaufnahme erfolgt durch Einsaugen der Beutetiere, wobei sie zusätzlich ihre Arme zu Hilfe nehmen. Zum Nahrungsspektrum zählen unter anderem Insekten, Würmer, kleine Fische und andere Amphibien. Zum Schutz vor Fressfeinden, wie Schlangen, Ottern oder Kormoranen, sondern die Krallenfrösche Giftstoffe über die Haut ab. Paarung und Eiablage können bei günstigen Bedingungen über das ganze Jahr stattfinden.

## Arten
Es gibt in der Gattung 29 Arten. In neueren Arbeiten wird die Unterscheidung in zwei Untergattungen nicht mehr gemacht.
Stand: 24. September 2019
- Untergattung Xenopus Wagler, 1827[3]
  - Xenopus allofraseri Evans, Carter, Greenbaum, Gvoždík, Kelley, McLaughlin, Pauwels, Portik, Stanley, Tinsley, Tobias & Blackburn, 2015
  - Xenopus amieti (Kobel, du Pasquier, Fischberg & Gloor, 1980) – Amiets Krallenfrosch
  - Xenopus andrei (Loumont, 1983) – Andreis Krallenfrosch
  - Xenopus borealis (Parker, 1936) – Gelbgefleckter Krallenfrosch
  - Xenopus boumbaensis (Loumont, 1983) – Kamerin Krallenfrosch
  - Xenopus clivii (Peracca, 1898) – Äthiopischer Krallenfrosch
  - Xenopus eysoole Evans, Carter, Greenbaum, Gvoždík, Kelley, McLaughlin, Pauwels, Portik, Stanley, Tinsley, Tobias & Blackburn, 2015
  - Xenopus fischbergi Evans, Carter, Greenbaum, Gvoždík, Kelley, McLaughlin, Pauwels, Portik, Stanley, Tinsley, Tobias & Blackburn, 2015
  - Xenopus fraseri (Boulenger, 1905) – Fraserscher Krallenfrosch
  - Xenopus gilli (Rose & Hewitt, 1927) – Kap-Krallenfrosch
  - Xenopus itombwensis Evans, Carter, Tobias, Kelley, Hanner & Tinsley, 2008
  - Xenopus kobeli Evans, Carter, Greenbaum, Gvoždík, Kelley, McLaughlin, Pauwels, Portik, Stanley, Tinsley, Tobias & Blackburn, 2015
  - Xenopus laevis (Daudin, 1802) – Glatter Krallenfrosch
  - Xenopus largeni (Tinsley, 1995) – Mandebo-Krallenfrosch
  - Xenopus lenduensis (Evans, Greenbaum, Kusamba, Carter, Tobias, Mendel & Kelley, 2011)
  - Xenopus longipes (Loumont & Kobel, 1991) – Langfüßiger Krallenfrosch
  - Xenopus parafraseri Evans, Carter, Greenbaum, Gvoždík, Kelley, McLaughlin, Pauwels, Portik, Stanley, Tinsley, Tobias & Blackburn, 2015
  - Xenopus muelleri (Peters, 1844) – Müllers Krallenfrosch
  - Xenopus petersii (Bocage, 1895)
  - Xenopus pygmaeus (Loumont, 1986) – Pygmaeen-Krallenfrosch
  - Xenopus ruwenzoriensis (Tymowska & Fischberg, 1973) – Ruwenzoriberg-Krallenfrosch
  - Xenopus vestitus (Laurent, 1972) – Kurzbeiniger Krallenfrosch
  - Xenopus victorianus Ahl, 1924
  - Xenopus wittei (Tinsley, Kobel & Fischberg, 1979) – Wittes Krallenfrosch
- Untergattung Silurana Wagler, 1827[3]
  - Xenopus calcaratus Peters, 1875
  - Xenopus epitropicalis Fischberg, Colombelli & Picard, 1982 – Äquator-Krallenfrosch
  - Xenopus mellotropicalis Evans, Carter, Greenbaum, Gvoždík, Kelley, McLaughlin, Pauwels, Portik, Stanley, Tinsley, Tobias & Blackburn, 2015
  - Xenopus tropicalis (Gray, 1864) – Tropischer Krallenfrosch

## Etymologie
Den Namen hat die Gattung durch das Aussehen der Füße ihrer Arten erhalten, denn das Wort Xenopus setzt sich zusammen aus dem griechischen Wort xenos (= der Fremde) und dem griechischen Wort pous (= Fuß). Die Bedeutung „seltsamer Fuß“ weist darauf hin, dass Krallenfrösche an den drei inneren der jeweils fünf Zehen Krallen besitzen.